# Congregación las Pilas
Congregación las Pilas är en ort i Mexiko.   Den ligger i kommunen Ixtapa och delstaten Chiapas, i den sydöstra delen av landet, 700 km öster om huvudstaden Mexico City. Congregación las Pilas ligger 1 304 meter över havet och antalet invånare är 129.
Terrängen runt Congregación las Pilas är kuperad åt sydväst, men åt nordost är den bergig. Terrängen runt Congregación las Pilas sluttar västerut. Runt Congregación las Pilas är det ganska tätbefolkat, med 111 invånare per kvadratkilometer. Närmaste större samhälle är Bochil, 19,9 km norr om Congregación las Pilas. I omgivningarna runt Congregación las Pilas växer huvudsakligen savannskog.